# Carissa pichoniana
Carissa pichoniana är en oleanderväxtart som beskrevs av A. J. M. Leeuwenberg. Carissa pichoniana ingår i släktet Carissa och familjen oleanderväxter. Inga underarter finns listade i Catalogue of Life.